# Ромер, Гаспар
Гаспар Ромер, Гаспар Румер (нидерл. Gaspar Roomer; между 1596 и 1606, Антверпен — 3 апреля 1674, Неаполь) — фламандский торговец, банкир, меценат и коллекционер произведений искусства, действовавший в Неаполе в середине XVII века.

## Биография
Гаспар родился в Антверпене и прожил не менее четырёх десятилетий в Неаполе, вероятно, начиная с 1626 года и определённо с 1630-х годов. Он разбогател благодаря финансированию торговли, в основном с фламандскими и голландскими провинциями, а также банковскому делу, в том числе в качестве финансиста испанского короля Филиппа IV.
Гаспару Ромеру принадлежала роскошная вилла под названием «Вилла Бизиньяно» (Villa Bisignano, называемая теперь «Вилла Ромер») в районе Барра в Неаполе. Балюстрады на вилле, возможно, по предложению владельца, украшены резными изображениями воинов и горбунов по мотивам североевропейских гравюр. Современный историк Джулио Чезаре Капаччо также отметил «чудесные украшения, заимствованные из Китая». Румер владел мебелью в стиле шинуазри и, возможно, сыграл роль в популяризации этого стиля в Неаполе. Он активно участвовал в торговле картинами между Южной и Северной Италией через таких агентов, как фламандские художники и торговцы Корнелис де Валь и Абрахам Брейгель, которые проживали в Генуе и Риме.

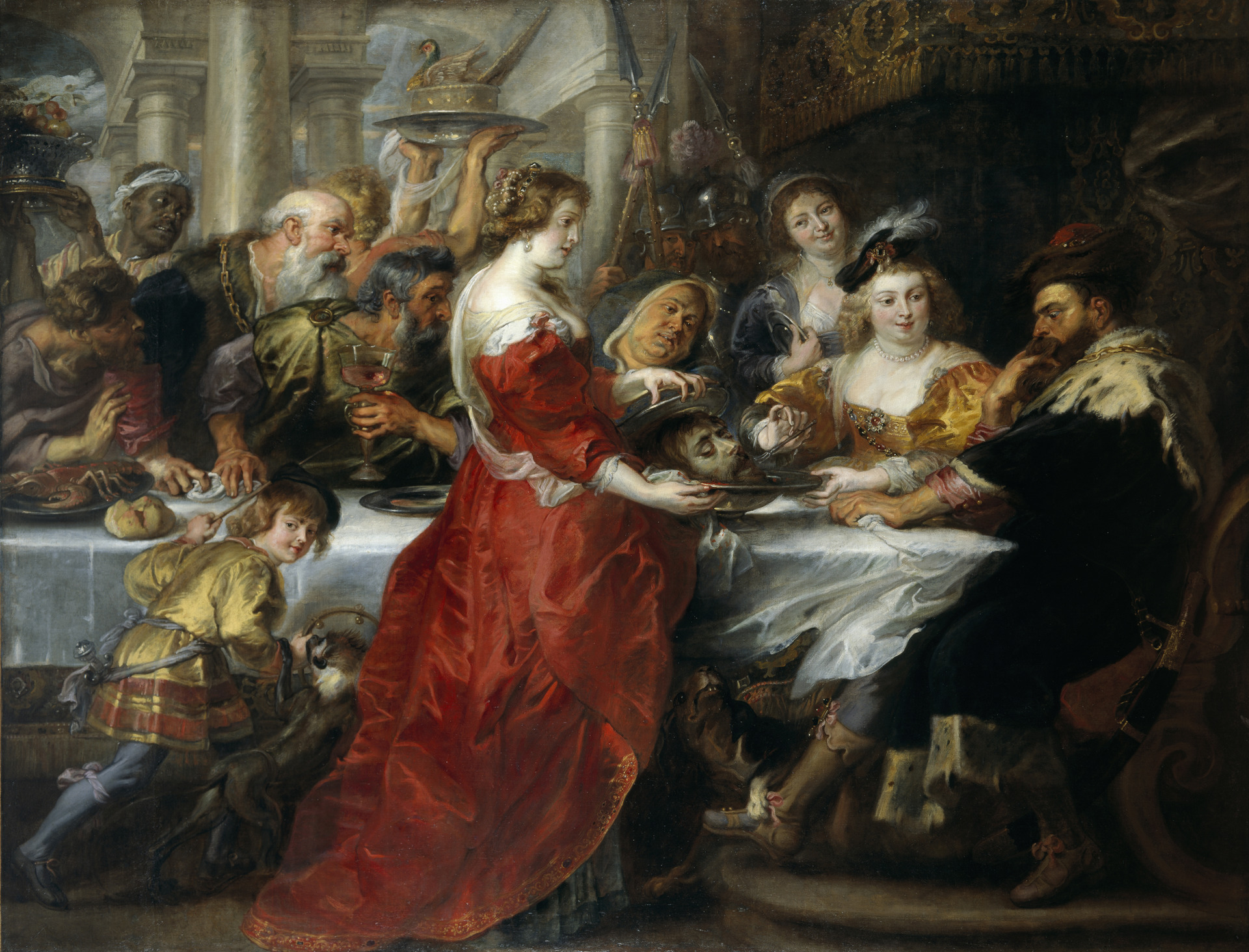
П. П. Рубенс. Пир Ирода. Между 1635 и 1638. Холст, масло. Национальная галерея Шотландии, Эдинбург

Гаспар Ромер входил в группу частных меценатов и коллекционеров в Неаполе, членом которой был также его соотечественник Фердинанд Ванденейнден (Ferdinand Vandeneynden), который начиная с середины 1630-х годов способствовал развитию нового вкуса к живописи в Неаполе. Вкус Ромера был одновременно классицистическим, современным и широким. Он собирал картины фламандских и голландских мастеров, а также местных художников, среди них произведения разных жанров, включая работы караваджистов, пейзажи и картины бытового жанра. Ромер был уникальным среди коллекционеров XVII века, приобретавшим множество нерелигиозных произведений. Он также был заядлым коллекционером рисунков и гравюр. Когда он умер в 1674 году, его коллекция произведений искусства насчитывала более 1500 картин. В коллекции Ромера своими произведениями были представлены: Леонард Брамер, Джачинто Бранди, Джакомо Боргоньоне, Ян ван Букхорст, Герард ван дер Бос, Ян Брейгель Старший, Поль Бриль, Гоффредо Валс, Караччоло, Кастильоне, Вивиано Кодацци, Жак Дювелан, Аньелло Фальконе, Джордано, Гверчино, Давид де Хен, Питер ван Лар, Ян Миль, Корнелиус ван Пуленбург, Корнелис Схют, Гоффредо Валс, Бартоломео Пассанте, Маттиа Прети, Рибера, Рубенс, Сакки, Сарачени, Массимо Станционе, Ван Дейк, Симон Вуэ, Питер де Витте. После смерти Румера в 1674 году его коллекция была рассредоточена по разным европейским музеям и частным собраниям.
Гаспар Ромер был не только собирателем, но и покровителем художников. В конце 1630-х годов он заказал П. П. Рубенсу картину «Пир Ирода» (ныне находится в Национальной галерее Шотландии в Эдинбурге). Эта картина Рубенса, возможно, способствовала появлению в Неаполе неовенецианского стиля, который повлиял на эволюцию местного стиля барокко. Он также в 1647 году пригласил местного художника Аньелло Фальконе написать фрески на его вилле. Этот цикл «История Моисея на вилле Румер» — единственный полный сохранившийся цикл фресок этого художника.